# Росси, Лукас
Лукас Рафаэль Росси (исп. Lucas Rafael Rossi, 2 июня 1985, Буэнос-Айрес, Аргентина) — аргентинский хоккеист (хоккей на траве), полузащитник. Олимпийский чемпион 2016 года, участник летних Олимпийских игр 2012 года, бронзовый призёр чемпионата мира 2014 года, чемпион Америки 2017 года, двукратный чемпион Панамериканских игр 2011 и 2015 годов, серебряный призёр Панамериканских игр 2007 года, чемпион Южной Америки 2013 года, чемпион Южноамериканских игр 2014 года.

## Биография
Лукас Росси родился 2 июня 1985 года в Буэнос-Айресе.
Играл в хоккей на траве за «Банко Провинсия» из Буэнос-Айреса (до 2005, 2006—2007, 2011—2012, 2014—2015), немецкий «Харвестехудер» (2005—2006), бельгийские «Оре» (2007—2010), «Роял Леопольд» (2010—2011, 2012—2014) и «Беерсхот» (с 2015 года).
В 2005 году в составе юниорской сборной Аргентины завоевал золотые медали чемпионата мира в Роттердаме и чемпионата Америки в Гаване.
С 2006 года выступает за сборную Аргентины, провёл 213 матчей.
В 2006 году завоевал золотую медаль хоккейного турнира Южноамериканских игр в Буэнос-Айресе.
В 2012 году вошёл в состав сборной Аргентины по хоккею на траве на летних Олимпийских играх в Лондоне, занявшей 10-е место. Играл на позиции полузащитника, провёл 6 матчей, забил 1 мяч в ворота сборной ЮАР.
В 2013 году стал чемпионом Южной Америки.
В 2014 году завоевал бронзовую медаль чемпионата мира в Гааге.
В 2016 году вошёл в состав сборной Аргентины по хоккею на траве на летних Олимпийских играх в Рио-де-Жанейро и завоевал золотую медаль. Играл на позиции полузащитника, провёл 8 матчей, мячей не забивал.
В 2017 году выиграл золотую медаль чемпионата Америки.
Дважды завоёвывал золотые медали хоккейных турниров Панамериканских игр — в 2015 году в Торонто и в 2019 году в Лиме. Кроме того, выиграл серебро в 2007 году в Рио-де-Жанейро.